# Nucleus RTOS
Nucleus即時作業系統（Nucleus RTOS）是Mentor Graphics旗下Accelerated Technology公司所推出的嵌入式作業系統。Nucleus的好處是程式師不用再撰寫板支持套裝軟體（BSP）。目前Nucleus RTOS已支持USB OTG。

## 組成

### 核心
- 实时內核
- C++和POSIX接口
- 動態下載

### 連結
- USB 3.0主机
- USB 2.0主机
- 功能和OTG堆栈
- 类驱动程序
- 多媒体传输（MTP和PictBridge）
- PCI和PCI-X
- CAN和CANopen

### 網路
擁有超過60種網路驅動程式與協定，包含TCP/IP stack，IPv6 and IEEE 802.11 wireless

### 檔案系統
- FAT（檔案配置表）
- ISO 9660 CD-ROM
- 虛擬檔案系統（Virtual file system）API

### 圖形
- 低階生成（Low-level rendering）
- 全視窗系統（Full windowing system）

### 安全
加密（Encryption）、雜湊（hash）和签名算法（signature algorithms）、密钥交换协议

## 外部連結
- Nucleus RTOS（页面存档备份，存于）